# Frossay

Localització de Frossay

Frossay (en bretó  Frozieg) és un municipi francès, situat a la regió de país del Loira, al departament de Loira Atlàntic, que històricament ha format part de la Bretanya. L'any 2006 tenia 2.676 habitants. Limita amb Saint-Viaud, Arthon-en-Retz, Vue i Le Pellerin al sud del Loira, Bouée i Lavau-sur-Loire al nord.

## Demografia
| 1962                                       | 1968  | 1975  | 1982  | 1990  | 1999  |
| ------------------------------------------ | ----- | ----- | ----- | ----- | ----- |
| 1.865                                      | 2.018 | 1.913 | 1.911 | 2.099 | 2.106 |
| Des de 1962: població sense dobles comptes |       |       |       |       |       |

## Administració
| Període   | Identitat                                | Partit |
| --------- | ---------------------------------------- | ------ |
| 1790-1791 | Michel Hyacinthe Berthelot de la Gletais |        |
| 1791-1800 | Charles Jean-Marie Cadou                 |        |
| 1800-1803 | Noël Mathurin Lemercier                  |        |
| 1803-1815 | Julien Jean Guichet                      |        |
| 1815-1830 | Joseph Paul Berthelot de la Gletais      |        |
| 1830-1831 | Jean-Baptiste David                      |        |
| 1831-1834 | Auguste Bernard                          |        |
| 1834-1843 | Adolphe David                            |        |
| 1843-1851 | Auguste Bernard Deschampneufs            |        |
| 1851-1860 | Adolphe David                            |        |
| 1860-1865 | Auguste Bernard Deschampneufs            |        |
| 1865-1870 | René Leroux                              |        |
| 1870-1871 | Constant Garnier                         |        |
| 1871-1879 | Camille Edmond Cadou                     |        |
| 1879-1881 | Prudent Bernard Deschampneufs            |        |
| 1881-1885 | André Fleuriot                           |        |
| 1885-1886 | Louis du Sel des Monts                   |        |
| 1886-1887 | André Fleuriot                           |        |
| 1887-1901 | Baron Baillard de Lareinty               |        |
| 1901-1919 | Vicomte Camille de Cornulier Lucinière   |        |
| 1919-1929 | Jean Morantin                            |        |
| 1929-1945 | Constant Guillou                         |        |
| 1945-1964 | Julien Hachet                            |        |
| 1964-1977 | Louis Merlet                             |        |
| 1977-1983 | Léon Rochais                             |        |
| 1983-2001 | Robert Martin                            |        |
| 2001-2008 | Jean L'Hotelier                          |        |
| 2008-     | Monique Legrand                          |        |